# Referat Filmowy BIP KG Armii Krajowej

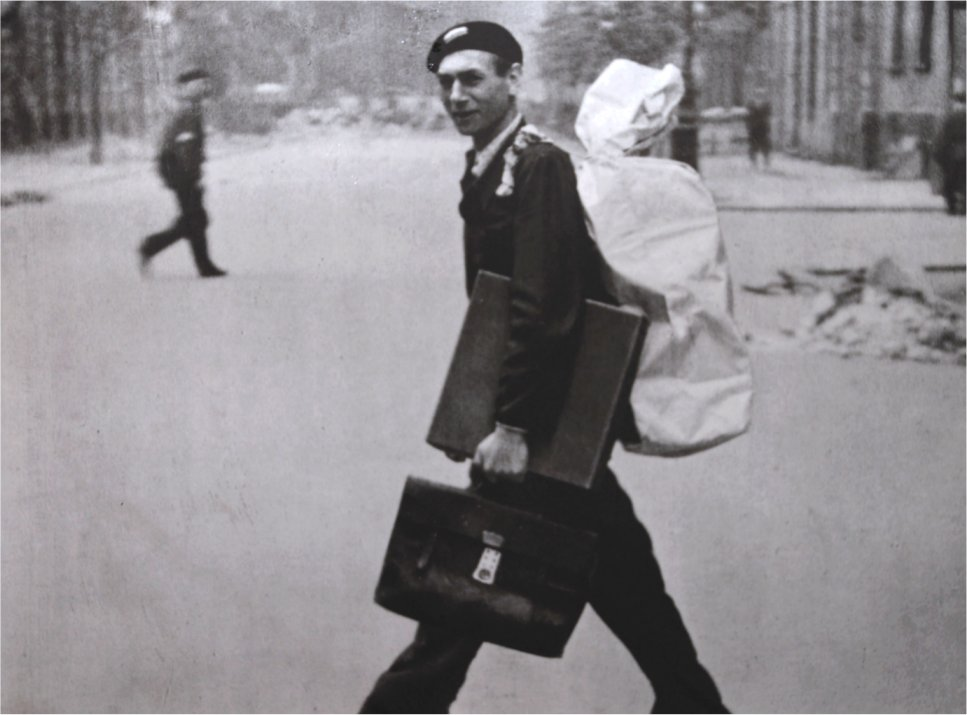
Wacław Kaźmierczak

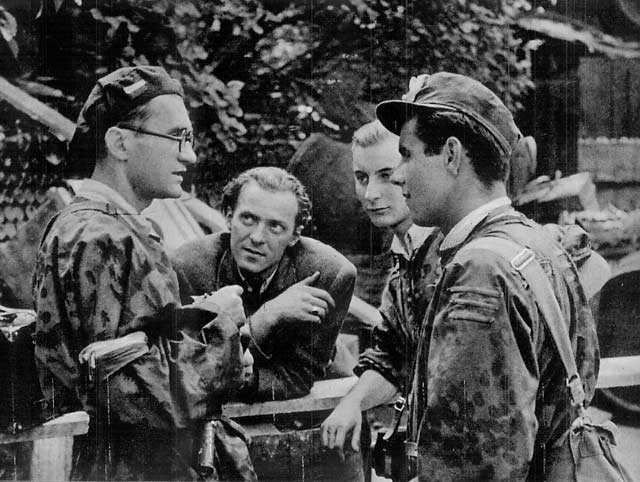
Jerzy Zarzycki

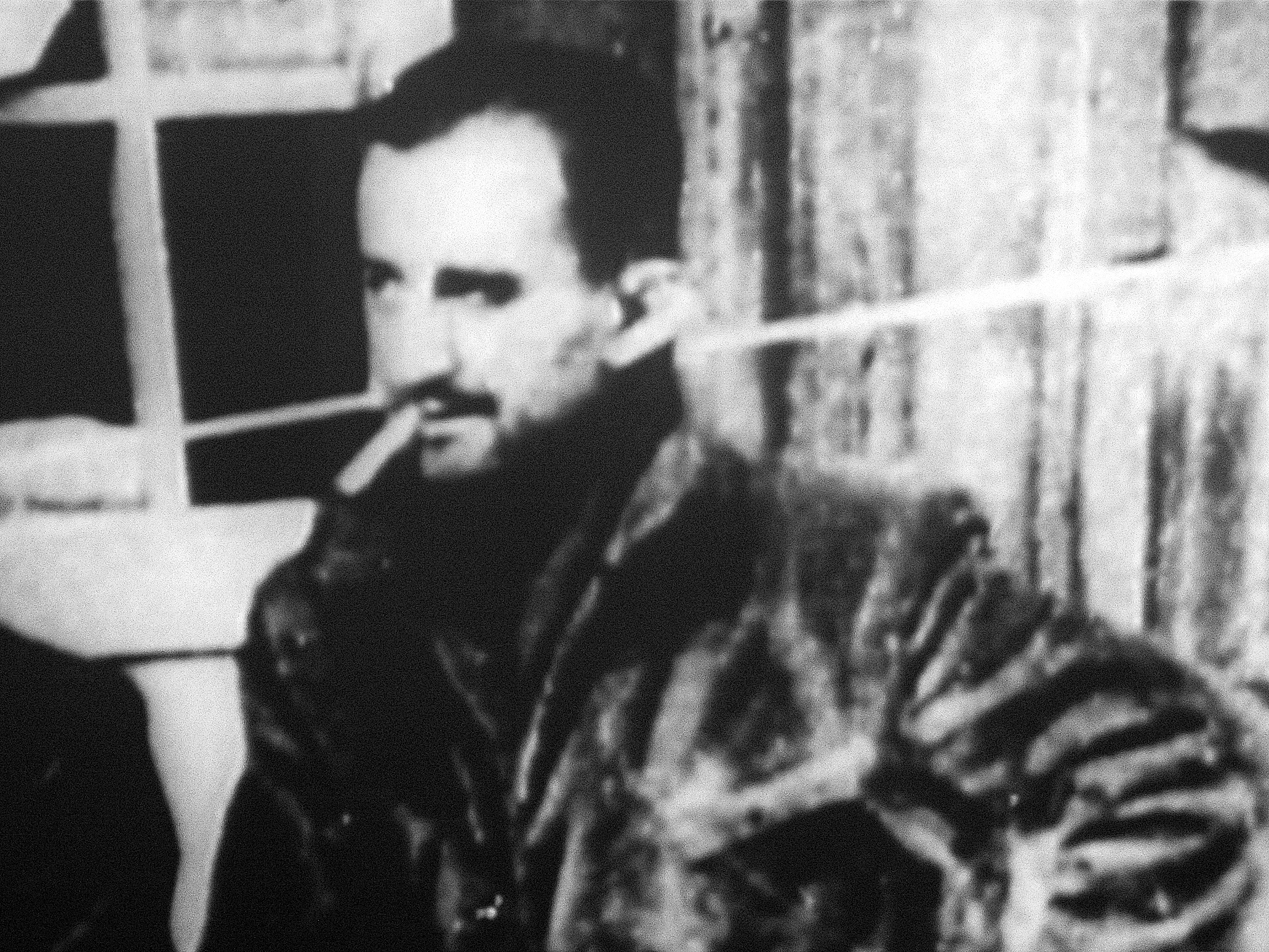
Antoni Bohdziewicz

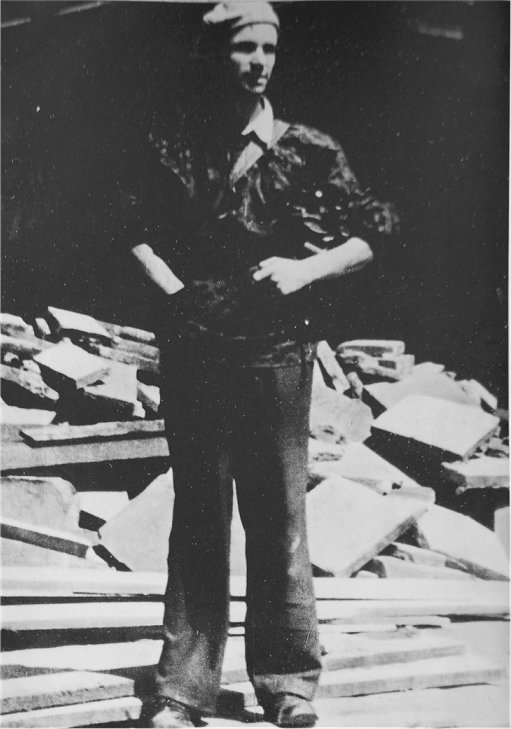
Andrzej Ancuta

Referat Filmowy BIP KG AK – konspiracyjny oddział powstały w okupowanej przez Niemców Polsce w 1942 roku. Podlegał Działowi A (Informacyjno-filmowy) Podwydziału Propagandy Mobilizacyjnej „Rój” Wydziału Propagandy Mobilizacyjnej Biura Informacji i Propagandy Komendy Głównej Armii Krajowej. Współpracował ze znajdującymi się także w Dziale A Referatami: Fotograficznym, Prasowym, Radiowym i Megafonowym.
Dla Działu A pracowali m.in.: Janina Cękalska, Antoni Bohdziewicz, Jerzy Gabryelski, Seweryn Kruszyński, Jerzy Zarzycki, Wacław Kaźmierczak, Andrzej Ancuta, Leonard Zawisławski. W latach okupacji jego wykładowcy prowadzili szkolenia, lecz pierwsze filmy działacze Referatu nakręcili dopiero w pierwszych dniach powstania warszawskiego w 1944 roku. Ich efekty zostały wyświetlone po raz pierwszy w kinie „Palladium” przy ul. Złotej już 13. dnia powstania, następnie 21 sierpnia i 21 września 1944.